# Laurel (Delaware)
Laurel – miasto w Stanach Zjednoczonych, w stanie Delaware, w hrabstwie Sussex.